# Aha-upplevelse
Aha-upplevelse är en plötslig insikt, till exempel vid problemlösning. Den kallas också heureka-upplevelse, så som Arkimedes plötsliga insikt om att ett föremåls volym kan bestämmas genom att det nedsänks i vatten. 
Termen skapades av Karl Bühler, som vid början av 1900-talet studerade tankeprocesser vid problemlösning. Inom gestaltpsykologin använder man termen vid experiment så som den av Wolfgang Köhler gjord med schimpansen Sultan. Sultans många försök resulterade slutligen i att den insåg hur två korta käppar kunde sammanfogas och därmed användas till att nå bananen som låg utanför buren.